# Tomasz Ciszewicz
Tomasz Zbigniew Ciszewicz (ur. 23 stycznia 1968 w Międzyrzeczu) – polski przedsiębiorca (geodeta), polityk samorządowy, od 2010 do 2018 burmistrz Słubic.

## Wykształcenie i działalność społeczna
W 1987 ukończył Liceum Ogólnokształcące im. Heliodora Święcickiego w Międzyrzeczu, zaś w 1989 Policealne Studium Geodezyjne w Gorzowie Wielkopolskim. Geodeta uprawniony. W latach 2001–2006 zaocznie studiował w Collegium Polonicum w Słubicach na kierunku politologia, specjalność: administracja europejska i samorządowa.
Członek zarządu Stowarzyszenia Miłośników Ziemi Słubickiej.

## Działalność polityczna
W latach 1990–1999 urzędnik miejski. Od 1999 prowadził własną działalność gospodarczą – Przedsiębiorstwo Usługi Geodezyjne, od 2005 pod nazwą: Słubickie Biuro Geodezji.
W wyborach samorządowych w 2002 jako kandydat KKW Gmina – Nasz Dom uzyskał mandat radnego Rady Miejskiej w Słubicach, a niedługo potem został wybrany przewodniczącym Rady Miejskiej. Od 2003 bezpartyjny.
W wyborach samorządowych w 2006 jako kandydat KWW Obywatelskie Przymierze Samorządowe bez powodzenia kandydował do Rady Powiatu Słubickiego, a także z poparciem PiS i PSL na burmistrza Słubic. W II turze głosowania przegrał z dotychczasowym burmistrzem Ryszardem Bodziackim (PO).
W wyborach samorządowych w 2010 uzyskał mandat radnego Rady Powiatu Słubickiego z listy KWW Forum Ziemi Słubickiej. W wyborach bezpośrednich na burmistrza Słubic jako kandydat KWW Słubiczanie Razem wygrał w II turze głosowania, pokonując Ryszarda Bodziackiego (PO). 13 grudnia 2010 zaprzysiężony na burmistrza Słubic.
W 2019 r. otrzymał Medal 100-lecia Uniwersytetu Poznańskiego.